# 霍寶樹
霍寶樹(1896年-1963年)，字亞民，廣東新會人，著名中國金融家、交通運輸管理專家。霍寶樹在中國早期現代化建設及國際金融事務中擔任多項重要職務，對中國經濟與交通基礎建設有重大貢獻。

## 生平

### 早年與留學時期(1896-1926年)
霍寶樹於1896年出生於廣東新會。1911年，武昌起義後，他加入四川北伐軍，積極投身革命運動。隨後，他進入安慶教會中學和上海私立聖約翰書院學習，但因故輟學，轉而在漢口粵漢鐵路工作。1923年，霍寶樹赴美留學，進入伊利諾伊州立大學學習運輸管理。1925年，他轉學至費城的賓夕法尼亞大學和天普大學，並於1926年獲得碩士學位。

霍寶樹

### 職業與晚年時期(1927-1963年)
霍寶樹於1927年返國，任廣東建設廳主任秘書、國民政府建設委員會秘書、浙江建設廳主任秘書兼攝廳務、浙江省農礦處處長、國民政府建設委員會設計處處長。1932年後，歷任中國銀行總管理處業務管理第一室分區稽核、副總核、總稽核。1946年，任行政院善後救濟總署署長。1947年，任中國銀行代理副總經理、中國銀行官股董事。在中國銀行時，曾代表銀行擔任浙贛鐵、江南鐵路、杭州電力、漢口既濟水電、中國物產、中國汽車、淮南煤礦、廣西合山煤礦、雲南錫業、甘肅水利林牧、貴州企業、昆明裕鎮紗廠等公司董事或常務董事。1948年，國民政府發行金圓券時，曾駐穗主持督導工作。1949年，派駐華盛頓，任中國技術團主任、兼國際貨幣基金中國候備理事。1959年，籌備中華開發公司，任該公司總經理。1963年病逝於美國。